# Canjicamento
O canjicamento é o processo através do qual se faz separação do gérmen de milho da canjica. É uma etapa no processo produtivo de produtos flocados.